# Родригес, Марселиньо
Марсело Родригес (порт.-браз. Marcelo Rodrigues, он же Марселиньо порт.-браз. Marcelinho; 9 января 1987, Санта-Крус-ду-Сул) — бразильский футболист, полузащитник клуба «Сержипи».

## Карьера

### Клубная
В 13 лет Марселиньо поступил в футбольную школу команды «Гремио». Первым тренером его был специалист по физ.подготовке Адильсон Батиста. Карьеру начал в 2003 году, выступая за «Гремио», однако не закрепился в составе и вынужден был покинуть клуб. В течение долгого времени играл за команды «Сан-Каэтано», «Жувентуде», «Кашиас» и «Аваи», также играл за турецкий «Бурсаспор». 9 февраля 2011 подписал контракт с клубом «Линенсе» и отправился в Лигу Паулиста.

### В сборной
Привлекался в молодёжную сборную Бразилии, будучи игроком «Гремио», для подготовки к молодёжному Кубку Америки.

## Достижения
«Сержипи»
- Чемпион штата Сержипи: 2016.